# Konsum Österreich

Konsum-Logo (1978–1995)

Konsum-Logo (1978–1995)

Konsum Österreich ist der Name der ehemals größten österreichischen Konsumgenossenschaft, die 1978 durch den Zusammenschluss der 14 wichtigsten Regionalkonsumgenossenschaften mit dem zentralen Wirtschaftskörper (vormals GöC) entstand. Grund für den Zusammenschluss war die akute Gefährdung einiger regionaler Genossenschaften und die Hoffnung der Führungsebene, so der Konkurrenz besser gewachsen zu sein. Durch die Insolvenz 1995, die in der Form eines Ausgleichs abgewickelt wurde, war die Rolle des die Entwicklung des Einzelhandels in der Nachkriegszeit prägenden Unternehmens zu Ende. Aus rechtlichen Gründen verblieb bis heute ein kleiner „Restkonsum“.
Langjähriger Vorsitzender des Aufsichtsrates (1978 bis 1990) und damit oberster Eigentümervertreter war Anton Benya, 1963 bis 1987 Präsident des österreichischen Gewerkschaftsbundes (ÖGB). Dies war Resultat einer Jahrzehnte dauernden institutionellen Verbundenheit. So wurde im Jahre 1922 die heutige Bank für Arbeit und Wirtschaft (BAWAG) von Karl Renner als „Arbeiterbank“ mit dem vorrangigen Ziel gegründet, ausreichende Mittel für den Aufbau der Konsumgenossenschaften in deren schwerer wirtschaftlichen Krise nach dem Ersten Weltkrieg zur Verfügung zu haben. In der Ersten Republik wurde vielfach von den Konsumgenossenschaften neben den Gewerkschaften und der sozialdemokratischen Partei als „dritter Säule der Arbeiterbewegung“ gesprochen. Die offizielle Verbindung zwischen der Sozialdemokratie und den österreichischen Konsumgenossenschaften, die seit dem Parteitag der SDAP 1909 bestand, wurde nach dem Zweiten Weltkrieg im Zuge der allgemeinen Entideologisierung immer schwächer. Grund für die Mitgliedschaft der nach offiziellen Angaben 700.000 Mitglieder (1994) waren für die Mehrheit die günstige Lage der Konsumfilialen, laufende Veranstaltungen, Sonderangebote für Mitglieder und die Aussicht auf die jährliche Rückvergütung. Eine Ähnlichkeit zwischen den Mitgliederorganisationen der Konsumgenossenschaften und den Kundenbindungsmaßnahmen des heutigen Einzelhandels ist deutlich erkennbar.
Von der Insolvenz von Konsum Österreich waren 15.081 Arbeitnehmer direkt betroffen.
Im Verkauf waren zum Zeitpunkt der Insolvenz 11.301 Mitarbeiter tätig, die zu einem großen Teil von den Käufern der Filialen übernommen wurden. In der Eigenproduktion waren 2.062 Personen beschäftigt, die großteils von den Erwerbern der betroffenen Betriebe weiter beschäftigt wurden. Die Dienstnehmer in der Logistik und Verwaltung von Konsum Österreich waren am stärksten von dem Ausgleich betroffen, hier gab es die meisten Arbeitsplatzverluste. Um soziale Härtefälle zu vermeiden, wurde für sie, wie für alle von Arbeitslosigkeit betroffenen Mitarbeiter, eine Arbeitsstiftung gegründet. Insgesamt wurden die Arbeitsplätze von ca. 13.000 Mitarbeitern durch die übernehmenden Betriebe gesichert.
Einige kleinere regionale Konsumgenossenschaften, etwa Ausseerland-Konsum (Filialnetz im Ausseer Land) und Salzkammergut-Konsum (Filialnetz im Inneren Salzkammergut, dem angrenzenden Salzburger Land und Vöcklabruck-Umgebung) sowie die Ortskonsumvereine in Vorarlberg blieben von der Insolvenz unberührt, da sie rechtlich eigenständige Unternehmen waren.
Alle Filialen des in den Medien häufig als „roter Riese“ bezeichneten Unternehmens Konsum Österreich reg. Gen.m.b.H. waren aber vom Insolvenzverfahren betroffen und wurden im Rahmen des Ausgleichs großteils an Rewe Österreich (Billa), Spar, Julius Meinl und Zielpunkt verkauft. Der Ausseerland-Konsum begann im Jahr 2000 eine stille, insolvenzlose Liquidation; der Salzkammergut-Konsum stellte am 23. Mai 2011 den Konkursantrag beim Landesgericht Wels. Die Filialen im Salzkammergut wurden – wie bereits elf Jahre zuvor im Ausseerland – wieder zum Großteil von der Pfeiffer-Gruppe (Unimarkt, Nah&Frisch) übernommen.

## Geschichte bis 1978
Die ersten Genossenschaften gründeten sich in Österreich nach dem Kaiserlichen Patent vom 26. November 1852, als ein neues Vereinsgesetz geschaffen wurde. Viele Arbeiter, die den steigenden Preisen entgehen wollten, solidarisierten sich lokal auf genossenschaftlicher Basis. Zahlreiche so genannte Konsumgenossenschaften, also Genossenschaften im Einzelhandel, die sich in erster Linie mit dem Vertrieb von Nahrungs- und Genussmitteln sowie verwandten Waren des täglichen Bedarfs befassten, wurden gegründet. Der erste österreichische Konsumverein wurde 1856 von den Textilarbeitern in Teesdorf gegründet. 1873 waren es bereits 508 Konsumgenossenschaften, darunter der 1864 gegründete Erste Niederösterreichische Arbeiter-Konsumverein.

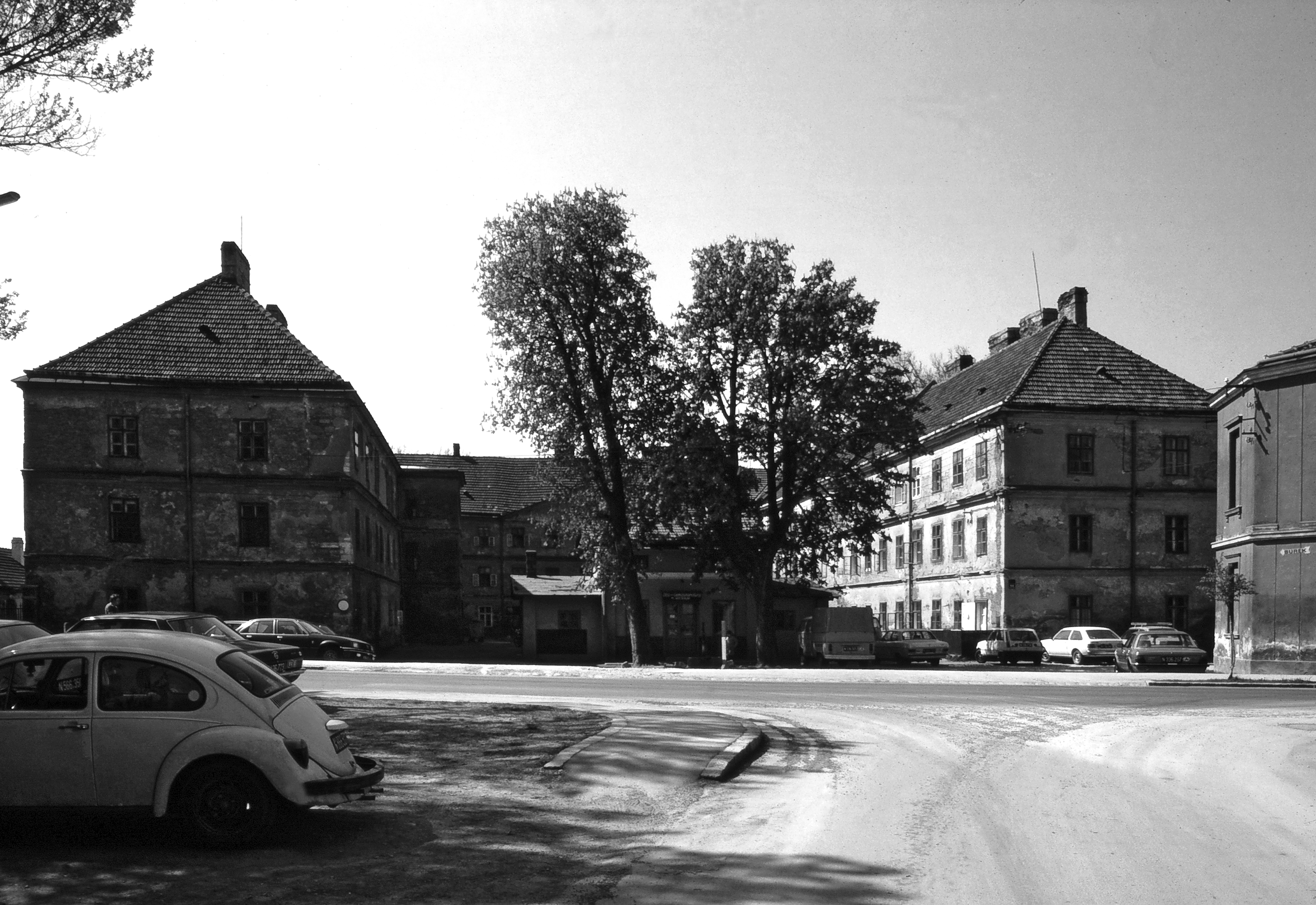
Gramatneusiedl, Fabrikskolonie Marienthal, ehemalige Consumverein-Filiale (an der Baumgruppe) um 1980

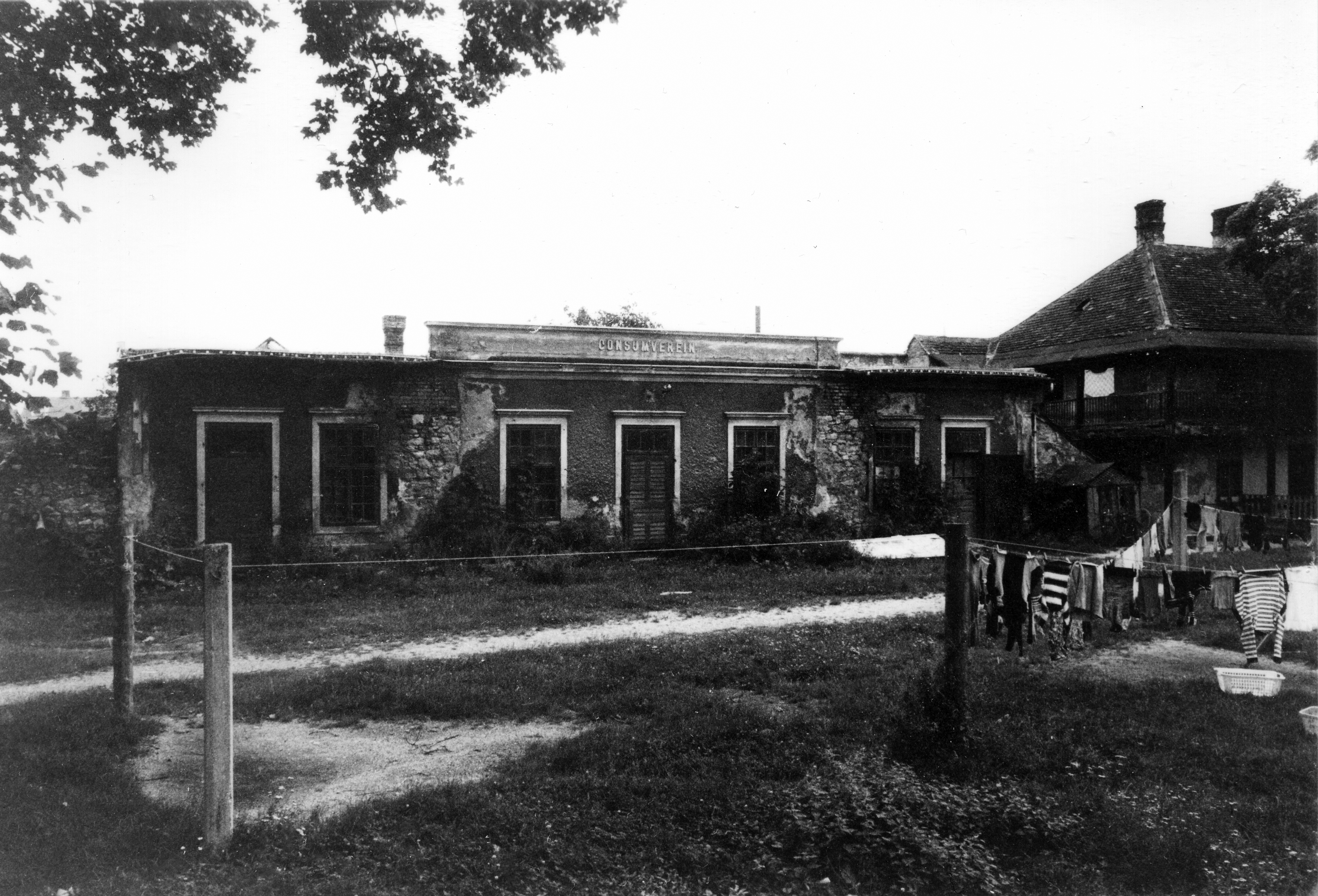
Sollenau, Hammerhof, Reste der zur ehemaligen Baumwollspinnerei gehörenden Consumverein-Filiale um 1979

1872 wurde der Allgemeine Verband, der auf Selbsthilfe beruhenden Erwerbs- und Wirtschaftsgenossenschaften in Österreich gegründet. Das Warensortiment in den einzelnen Konsumgenossenschaften variierte je nach Ort und Lage sowie Betriebsgröße und sozialer Schicht der Mitglieder.
Am 9. April 1873 wurde ein neues Genossenschaftsgesetz erlassen. Dadurch erhielten die Genossenschaften selbständige Rechtspersönlichkeit und entgingen damit der staatlichen Beaufsichtigung, jedoch traten gleichzeitig strengere Vorschriften in Kraft, wie etwa der Registrierungszwang oder die Haftpflicht für Mitglieder.
Zwischen 1890 und 1910 verfünffachten die Konsumgenossenschaften ihre Umsätze und Mitgliederzahl. In der Mehrzahl der Konsumgenossenschaften in Wien und Niederösterreich wurden mit der Mehrheit der Stimmen der sozialdemokratischen Mitglieder in den Konsumgenossenschaften mit der Leitung auch Sozialdemokraten betraut. Gegen diese wirtschaftlich riskante Entwicklung gab es in der Partei zwar zunächst deutliche Vorbehalte, die Gründungswelle hatte allerdings den Charakter einer administrativ schwer kontrollierbaren „Bewegung von unten“.
1903 kam es, durch starke Unterstützung von Teilen der Sozialdemokratischen Partei, zur Gründung des Zentralverbandes österreichischer Konsumgenossenschaften. Dieser Verband spaltete sich bald vom Allgemeinen Verband ab, welcher immer wieder seine politische Neutralität betonte.
1904 gehörten dem Zentralverband bereits 220 Konsumgenossenschaften an. Bis 1913 gehörten bereits 70 Prozent aller österreichischen Konsumgenossenschaften zum Zentralverband österreichischer Konsumgenossenschaften. Der Rest, der im Allgemeinen Verband verblieb, bestand aus bürgerlichen Konsumgenossenschaften, so etwa die bedeutende, 1862 gegründete Genossenschaft Erster Wiener Consum-Verein. Die Gründung des Zentralverbands österreichischer Konsumgenossenschaften (kurz: Konsumverband) führte allerdings nicht unmittelbar zu wirtschaftlichem Erfolg. Ein beachtlicher Teil der Wiener Konsumgenossenschaften war sogar konkursreif. Da die Konsumgenossenschaften in der Öffentlichkeit als sozialdemokratische Einrichtung betrachtet wurden und die Sozialdemokratische Partei sich diesen Imageverlust nicht leisten wollte, musste die Partei die Flucht nach vorne antreten und die wirtschaftlich gespannte Lage entschärfen. Mit Unterstützung der sozialdemokratischen Partei wurden fünf finanziell schwer angeschlagene Konsumgenossenschaften zur Arbeiterkonsumgenossenschaft Vorwärts zusammengelegt. Am Parteitag der Sozialdemokraten im Jahr 1909 wurden die Konsumgenossenschaften als „gleichwertiges Kampfmittel der Arbeiterbewegung“ neben den Gewerkschaften und der Partei anerkannt.
1905 wurde die Großeinkaufsgesellschaft österreichischer Consumvereine, kurz GöC, gegründet. Dadurch wurde der Einstieg in den Großhandel und die zentrale Eigenproduktion ermöglicht. Der Konsumverein Vorwärts hatte aber von Anfang an eine schwache finanzielle Basis. Damit er sich auf dem Wiener Markt etablieren konnte, nahm er Kredite bei der GöC auf. Vorwärts gewährte überhöhte Rabatte, die jedoch nicht zum gewünschten Erfolg führten. Durch den Preiskampf kamen zusehends auch die wirtschaftlich gesunden Genossenschaften in finanzielle Schwierigkeiten. Das Aufbringen von eigenen Betriebsmitteln durch Mitglieder konnte mit dem äußeren Wachstum nicht Schritt halten und brachte viele Konsumgenossenschaften in die Abhängigkeit von Banken. Die GöC kam ebenfalls in finanzielle Schwierigkeiten, da viele ihrer Mitgliedsgenossenschaften hohe Beträge schuldig blieben.
Konsumgenossenschaften aus ganz Österreich mussten in der Folge große finanzielle Opfer bringen, um die Liquidität des GöC zu sichern. 1913 reagierte Karl Renner, der damalige Vorsitzende des Konsumverbands, auf die finanziell gespannte Lage der Konsumgenossenschaften, indem er den Kreditverband der österreichischen Arbeitervereinigungen (Vorläufer der 1923 gegründeten Arbeiterbank und heutigen Bawag P.S.K.) gründete.
Dieser Verband bündelte Gewerkschaftsgelder, Geldmittel der Konsumgenossenschaften und der sozialdemokratischen Organisationen. Dem Kreditverband der österreichischen Arbeitvereinigung gelang es zwar, die GöC vor dem finanziellen Untergang zu bewahren, finanziell saniert wurde sie aber erst durch die Einbindung in die Kriegswirtschaft des Ersten Weltkrieges.

### Erster Weltkrieg und Folgen
Ab 1916 wurden die Konsumgenossenschaften eine Verteilerorganisation der Kriegswirtschaft. Um Streiks der hungernden Arbeiterschaft in Betrieben, die für die Kriegsproduktion zuständig waren, zu verhindern, bildeten sich Lebensmittelverbände aus den Konsumgenossenschaften, die die Belieferung der Rüstungsindustrie mit Nahrungsmittel übernahmen.
Die staatlich übertragene Organisation von Lebensmittellieferungen an Konsumgenossenschaften verhalf ihnen zu Rekordgewinnen. Die Konsumgenossenschaften konnten so ihre Schulden bei den Banken und der GöC zurückzahlen. Dabei gewannen sie auch an Ansehen, da sie im herrschenden Verkäufermarkt weniger gewinnorientiert auftraten als die privaten Kaufleute.
Die Konsumgenossenschaften hatten während des Krieges großen Einfluss auf staatliche Ämter gewonnen. Die Genossenschaftsbetriebe expandierten stark. Die schwierige Lage auf dem Lebensmittelsektor brachte den Konsumgenossenschaften einen großen Zustrom an neuen Mitgliedern.
Nach dem Ende des Krieges wurde versucht, zahlreiche Rüstungsunternehmen in zivile „gemeinwirtschaftliche Unternehmen“ umzugestalten, gegründet, die GöC beteiligte sich an 23 solchen Unternehmen.
1920 wurde das Genossenschaftsgesetz novelliert, die Haftung der Mitglieder wurde eingeschränkt, die Verschmelzung von Konsumgenossenschaften wurde vereinfacht. Im selben Jahr wurde durch Fusion die Konsumgenossenschaft Wien und Umgebung (KGW) gegründet. Etwa zeitgleich wurde allerdings auch der Handel liberalisiert, während die Inflation stetig stieg. Die Konsumgenossenschaften sahen sich einem sinkenden Umsatz und Gewinn, sowie einer sinkenden Mitgliederzahl gegenüber.
Ab 1924 wurden die Konsumgenossenschaften des Konsumverbandes reorganisiert. Die Folgen der Reorganisation wirkten sich wie folgt aus:
- Es bestand zwar weiterhin ein Naheverhältnis zur Sozialdemokratie (SDAP), die Konsumgenossenschaften versuchten aber nun in stärkerem Maße im Sinne der Rochdale-Neutralität als überparteilich zu gelten.
- Die Konsumgenossenschaften wurden vereinheitlicht, die meisten Konsumgenossenschaften nahmen die Mustersatzung des Verbandes an.
- Desolate Unternehmen aus der Lebensmittel- und Textilbranche wurden von der GöC übernommen. Durch die Übernahme von Textilgeschäften entstanden die GöC-Kaufhäuser. Somit wurde das Textilgeschäft aus den Konsumgenossenschaften ausgegliedert.
- Die GöC wuchs über ihre eigentliche Funktion als reine Großeinkaufsgesellschaft hinaus. Für den Verkauf von langfristigen Konsumgütern wurde von der GöC eine eigene Kreditorganisation, namens Gara gegründet.

Die Weltwirtschaftskrise 1929 führte zu Umsatzrückgängen bei den Konsumgenossenschaften, die allerdings aufgrund der Inelastizität der Nachfrage nach Lebensmitteln des Grundbedarfs wirtschaftlich relativ erfolgreich blieben. Sie wurden jedoch durch die Arbeiterbank finanziell unterstützt. Auch wurde vermehrt auf die zentrale genossenschaftliche Eigenproduktion gesetzt. Existenziell bedroht war und blieb freilich der bürgerliche Erste Wiener Consum-Verein, der nach Ausgleichsverfahren 1926 und 1935 letztlich im Jahre 1939 der KGW eingegliedert wurde.

### Konsumgenossenschaften im Ständestaat
Keine wirtschaftliche, sondern eine politische Gefahr für die Konsumgenossenschaften stellte die neue politische Lage mit Beginn des Austrofaschismus ab 1933 dar. Mit mehreren Gesetzen im Ständestaat (Bundesstaat Österreich) wurde den sozialdemokratischen Konsumgenossenschaften schwer zugesetzt.
- Die Konsumgenossenschaften wurden der Gewerbeordnung unterstellt und mussten somit um Gewerbescheine und Befähigungsnachweise ansuchen.
- Konsumgenossenschaften wurde untersagt, neue Geschäfte zu eröffnen.
- Fünf Prozent der vorhandenen Geschäfte mussten schließen.
- 1934 wurde die Arbeiterbank aufgelöst. Die gänzliche Auflösung der Konsumgenossenschaften wurde durch die Hilfe der bürgerlichen, landwirtschaftlichen Genossenschaften verhindert.

Paradoxerweise hatten manche Zwangsmaßnahmen allerdings positive Nebeneffekte. So ergab sich aufgrund des Zwanges, fünf Prozent der Geschäfte zu schließen die Möglichkeit, sich der finanziell erfolglosesten Filialen zu entledigen – Filialschließungen bilden ja, wegen der dagegen stets auftretenden Interventionen von Mitgliedervertretern, unter demokratischen Verhältnissen ein großes Problem für Genossenschaften. Auch lenkte das Verbot, im Einzelhandel zu expandieren, die Aufmerksamkeit des Managements auf die Möglichkeiten der vermehrten Eigenproduktion.

### Konsumgenossenschaften zwischen 1938 und 1945
Mit dem Anschluss an das Deutsche Reich gerieten die Konsumgenossenschaften in eine noch weit schwierigere Lage als im Ständestaat. Die erste Maßnahme war die Einschleusung von Nationalsozialisten in die Schlüsselpositionen der Geschäftsleitungen, wobei aber zunächst die traditionellen Führungskader weitgehend intakt blieben. 1941 wurden die Konsumgenossenschaften in das „Gemeinschaftswerk der deutschen Arbeitsfront“ einverleibt, wobei aber auch hier das mittlere und sogar höhere Management (Beispiele: Korp, Strobl) weitgehend unbehelligt blieb und zu „überwintern“ vermochte.

### Konsumgenossenschaften 1945 bis 1978
Der Wiederaufbau der Konsumgenossenschaften ging schnell vonstatten. Bereits 1946 wurden der Konsumverband, der Zentralverband der Österreichischen Konsumgenossenschaften und die Zentralkasse der Konsumgenossenschaften gegründet, die die Rückstellung des genossenschaftlichen Vermögens zum Zweck hatte. Insgesamt entstanden zunächst 28 Großkonsumgenossenschaften, in denen 95 Prozent aller Konsumgenossenschaften vereinigt waren. Bis zum Jahr 1951 erreichte man den Mitgliederstand von 1937.
In der Nachkriegskonjunktur gelang es einzelnen Regionalgenossenschaften, sich als Innovatoren im Einzelhandel (etwa bei der Einführung der Selbstbedienung) erfolgreich zu positionieren, jedoch waren manche Konsumgenossenschaften bereits 1958 wieder mit wirtschaftlichen Problemen konfrontiert. Der Anteil des Eigenkapitals am Gesamtkapital nahm konstant ab. Die Rivalität zwischen der Hauptstadtgenossenschaft KGW und der GöC verkörpert in den Persönlichkeiten Otto Sagmeister und Andreas Korp, erwies sich als institutionelle Belastung. Die Mitgliederzahl stieg zwar laufend und hatte sich 1955 auf eine jährliche Zuwachsrate von 2 Prozent eingespielt. Der Hauptgrund für den Beitritt zu einer Konsumgenossenschaft war aber die Rückvergütung. In höheren Einkommens- und Sozialschichten wurde die Qualität der Waren vielfach als negativ bewertet. Große Handelsketten galten als fortschrittlicher.

Mitgliedskarte Konsum Österreich

Die Mitgliederstruktur war völlig überaltert. Unter den Mitgliedern waren fast doppelt so viele über 70-Jährige wie unter 30-Jährige. Um die allgemeinen strukturellen Probleme zu lösen und die Genossenschaften auf eine finanziell sichere Basis zu stellen, wurde in den Arbeitssitzungen zwischen Februar 1968 und März 1969 das „Konzept 1969“ als Vorschlag zur Strukturreform entwickelt.
1970 wurde in Vösendorf ein Konsum-Großmarkt mit einer Verkaufsfläche von 10.000 Quadratmetern eröffnet. 1973 folgte ein Konsum-Einrichtungshaus. Die Zahl der Bezirkskonsumgenossenschaften verringerte sich bis 1972 aufgrund von Fusionen von 24 auf 16. Zwischen 1971 und 1977 wurden kleinere und unrentable Läden geschlossen. Gleichzeitig stieg die Anzahl größerer Selbstbedienungsläden mit einer Verkaufsfläche zwischen 400 und 1000 m².
Das Warensortiment wurde auf Non-Food, hauptsächlich Textilien, erweitert. Durch das Nahverhältnis zur Sozialdemokratischen Partei wurde beim Bau eines Gemeindebaus fast automatisch den Konsumgenossenschaften ein Baurechtsgrundstück mit entsprechender Grundstückswidmung zugesprochen. Imagemäßig wurde die Konsumgenossenschaft, laut einer Umfrage 1971 folgendermaßen charakterisiert: groß, bekannt, konsumentenfreundlich, preisgünstig und bewährt. Trotzdem stieg der Marktanteil der Konsumgenossenschaften nur geringfügig.

## Entwicklung zur Konsum-Einzelhandelskette

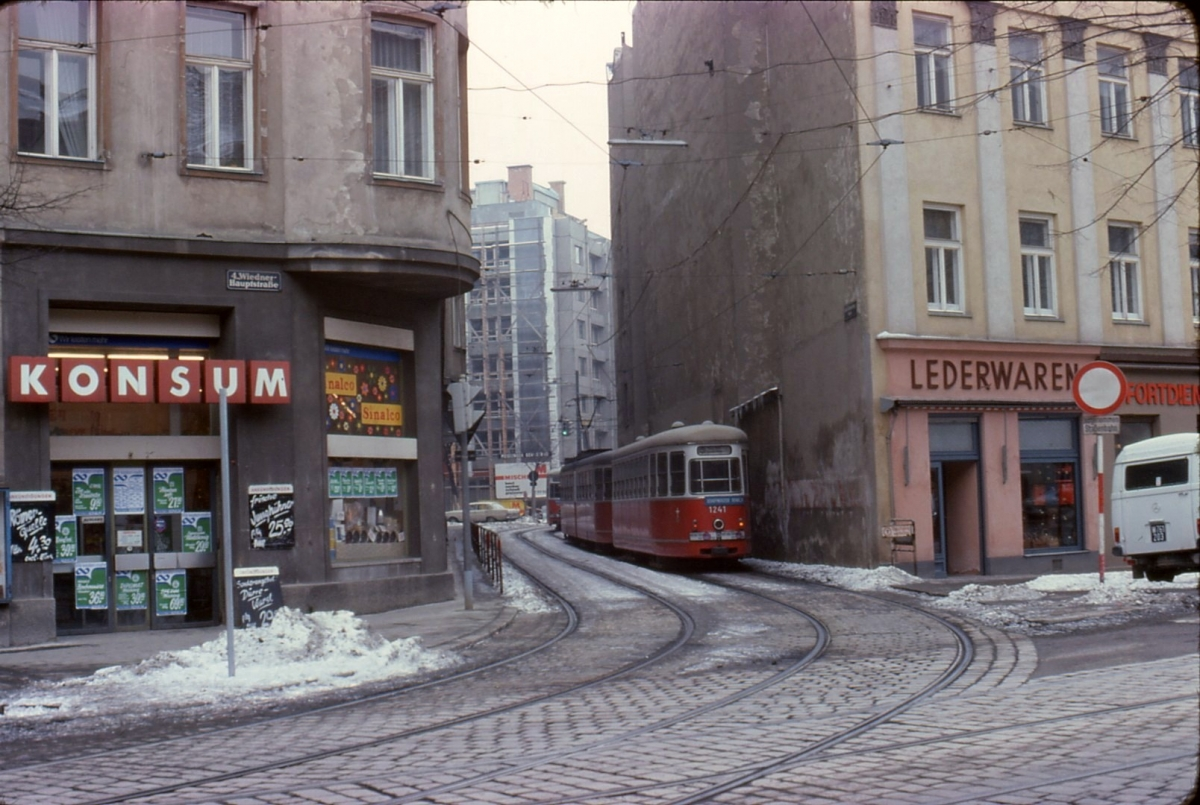
Außenansicht einer aufgelassenen Konsum-Filiale im 4. Wiener Gemeindebezirk, 1978

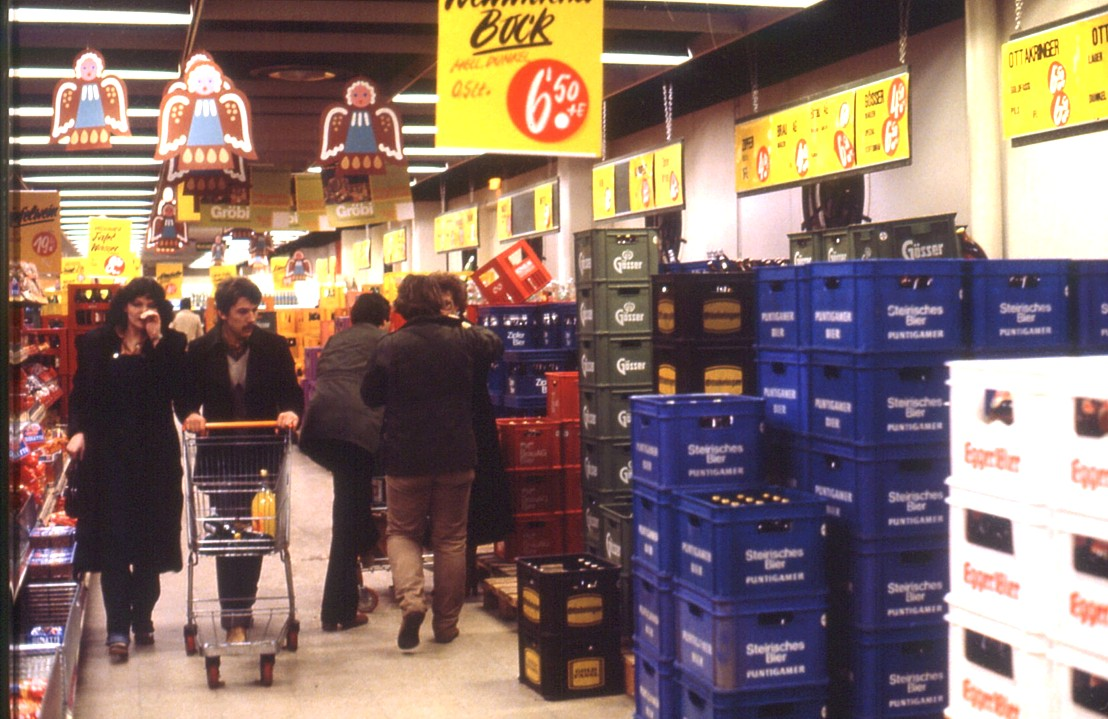
Innenbereich einer Konsum-Filiale im Wiener Donauzentrum, 1979

Um die Mitte der 1970er Jahre war die finanzielle Lage einiger Regionalgenossenschaften bereits besorgniserregend. Dies betraf unter anderem die Obersteiermark, den westlichen Bereich Niederösterreichs und die Vorarlberger Region (nicht aber die dortigen Ortskonsumvereine). Vor allem die Obersteiermark stellte ein zu großes Problem dar, als dass es durch Fusion mit einer gesünderen Nachbargenossenschaft gelöst werden können hätte. Die Generalversammlung der Zentralkasse der Konsumgenossenschaft fasste darum am 25. Juni 1976 den Beschluss, in drei Phasen eine Primärgenossenschaft zu gründen. Die erste Phase war die Schaffung einer neuen Spitzenorganisation, der vorerst nur die Zentralkasse und der Konsumverband angehörten; es entstand mit 20. Juli 1976 die Zentralkonsum Österreich reg. Gen.m.b.H., die heutige (2010) Konsum Österreich registrierte Genossenschaft mit beschränkter Haftung.
In der zweiten Phase sollte den einzelnen Konsumgenossenschaften die Möglichkeit gegeben werden, sich dem Zentralkonsum anzuschließen. In der dritten und letzten Phase sollte durch eine gesellschaftsrechtliche Änderung die nationale Konsumgenossenschaft, Konsum Österreich, gegründet werden. Aufgrund der Befürchtung, es würden sich nur die wirtschaftlich schwächeren Konsumgenossenschaften zur Fusion bereit erklären, die leistungsstarken würden hingegen fernbleiben, wurde der Drei-Phasen-Plan geändert. Die zweite und die dritte Phase wurden zusammengefasst. Es fusionierten gleichzeitig alle Konsumgenossenschaften mit der Zentralkasse, und die Gründung des Konsum Österreich wurde beschlossen. Die Genossenschaften Ausseerland, Salzkammergut, Abtenau, Ludesch, Schruns und Umgebung und der Erste Lungauer Wirtschaftsverein schlossen sich nicht dem Konsum an.
Am 22. Juni 1978 wurde auf der Generalversammlung die Firma Konsum Österreich reg. Gen.m.b.H. beschlossen, einen Tag darauf wurde ein Festakt in der Hofburg zur Gründung des „neuen“ Konsums abgehalten. De facto handelte es sich bereits um eine Notfusion. In den Medien wurde das Ereignis aber als die Bildung eines imposanten „roten Riesen“ dargestellt.
Nach einer kurzen Erholungsphase zeigten die Bilanzen des fusionierten Unternehmens ab der Mitte der 1980er-Jahre immer dramatischere Betriebsabgänge, die nur mühsam und oberflächlich, etwa im Wege von Sale-Lease-Back-Geschäften, kaschiert werden konnten. Als Fehlinvestition erwies sich der Neubau des Zentrallagers in Hirschstetten, das mit 720 Millionen Schilling zu Buche schlug. Bis ins Jahr 1989 steigerte sich der Verlust des Konsums bereits auf 1,3 Milliarden Schilling.

## Die letzte Phase des Niedergangs ab 1991
1991 löste Hermann Gerharter den langjährigen Generaldirektor Manfred Kadits an der Spitze des Konsum Österreich ab. Gerharter wollte ab 1994 schwarze Zahlen schreiben. Es wurde aber immer deutlicher, dass der Konsum Österreich aus eigener Kraft zu einer Kehrtwende nicht mehr fähig war. Zugleich bestanden aber weiter große Widerstände gegen die Preisgabe der eigenen Selbständigkeit.
1991 scheiterten Kooperationsgespräche mit den Schweizer Konsumgenossenschaften Coop und Migros. Auch 1992 blieben neuerliche Gespräche ohne Ergebnis. Am 16. Oktober 1992 verkaufte der Konsum 71.150 Aktien der BAWAG (etwa 5 Prozent des Unternehmens) an die Z-Länderbank Bank Austria AG. Der entsprechende Vertrag sah die Errichtung einer stillen Gesellschaft Konsum Österreich Z-Länderbank Bank Austria AG vor.
1993 kam es schließlich doch zu einer Kooperation mit der Migros. Die Zusammenarbeit sollte vor allem den Einkaufs-, Marketing- und Verkaufsbereich betreffen. Nachdem Migros in jenem Jahr die von Zumtobel im Jahr 1975 gestartete Lebensmittelkette von Familia- und Dogro-Märkten übernommen hatte, wurde Migros durch Einbringung dieser 60 Märkte zu 25 Prozent am Zusammenschluss zu den KGM-Familia-Märkten beteiligt. Das Marketing wurde über die neu gegründete Marketing Austria GmbH & Co KG, an der beide Genossenschaften zu jeweils 50 Prozent beteiligt waren, abgewickelt.
Am 25. Juni 1993 wurde in einer Generalversammlung einem Abänderungsantrag zugestimmt. Dieser Abänderungsbeschluss sah die Gründung einer gemeinsamen Vertriebsgesellschaft vor, nämlich der KGM-Familia Warenhandelsges.m.b.H., an der Migros 50 % und die Geschäftsleitung hielt. Außerdem sollte es Migros ermöglicht werden, weitere 15 Prozent der KGM-Familia Ges.m.b.H zu kaufen. Die KGM-Familia Warenhandelsges.m.b.H. bestand aus 74 KGM-Märkten, 8 Sportfachgeschäften und 87 Familia- und Dogro-Märkten. Geschäftsführer wurde Vorstandsdirektor Erich Ruthner vom Konsum Österreich.
Am 30. September 1993 wurde die Konsum-Migros Warenhandels GmbH & Co KG für Warenbeschaffung, Logistik und Sortimentsgestaltung gegründet.
Ein 1994 anvisierter Verkauf des Warenhauses Steffl kam dann doch nicht zustande. Am 23. November 1994 wurden Gespräche über eine Beteiligungserweiterung seitens Migros geführt. Auch eine Mehrheitsbeteiligung der Schweizer wurde ins Auge gefasst. Am 12. Dezember wurden Gespräche mit der Julius Meinl AG über die Übernahme des Filialnetzes „Der Frische Konsum“-Kette geführt.

### 1995 und Insolvenz
Am 10. Jänner lud der Konsum Österreich zum Bankengipfel, die teilnehmenden Banken waren die Bawag, Bank Austria, Creditanstalt, Giro Credit, PSK und PSK Bank (heute: BAWAG P.S.K.), Erste österreichische Spar-Casse, Volksbanken AG und die Raiffeisen Zentralbank. Die Banken beschlossen, die ab nun folgende Finanzierung im Verhältnis der Kreditaushaftung auf eine konsortiale Basis zu stellen. Der Konsortialführer wurde die Investkredit, die im Eigentum all dieser Banken steht.
Der Schuldenstand der Konsum-Österreich-Gruppe vergrößerte sich von 12 Milliarden Schilling (872 Millionen Euro) auf 14 Milliarden Schilling (ungefähr 1 Milliarde Euro).
Am 12. Jänner übergab der Konsum Österreich die Verhandlungsunterlagen über den Verkauf von 50 % der KGM/Familia-Anteile, 75 % der DFK-Immobilien, 100 % Meat/Ährenstolz-Betriebe an Migros an die Konsortialführer. Vier Tage später, am 16. Jänner, wurde die CS First Boston als Finanzberater mit der Veräußerung des 30,66 %-Anteils an der BAWAG, der Gerngross-Gruppe, der Ährenstolz Backwaren- und Mühlenindustrie Ges.m.b.H., der Meat Vieh- und Fleischvermarktungs Ges.m.b.H., der K. Knäbchen Ges.m.b.H. und der Tagger Kraftfutterwerke und Mühlen AG beauftragt.
Zwischen 19. und 20. Jänner fand ein Briefwechsel zwischen dem Konsum Österreich und dem 69,34 %-BAWAG-Mehrheitseigentümer ÖGB über die Verpfändung der 30,66 % der Aktienanteile, die der Konsum Österreich hielt. Eine Veräußerung an Dritte war nach einer Vereinbarung aus dem Jahr 1968 nur nach vorheriger schriftlicher Bestätigung möglich.
Der ÖGB stimmte der Verpfändung zu, im Gegenzug wurde ihm ein Vorkaufsrecht eingeräumt. Die Österreichische Investitionskredit AG stimmte der Einräumung des Vorkaufsrechtes als Pfandgläubiger zu. Der Wert des Aktienpakets betrug 436.864.000 Schilling (31,8 Millionen Euro). Die Anteile wurden an ein Bankenkonsortium unter der Führung der Investkredit verpfändet.
Am 24. Jänner fanden Verhandlungen zwischen Konsum und Billa über die Übernahme der Konsum-Österreich-Filialen statt. Sechs Tage später bekundete die Bayerische Landesbank Girozentrale ihr Interesse an den verpfändeten Bawag-Anteilen. Am 9. Februar stimmte die Generalversammlung des Konsum Österreich der Verpfändung aller ihrer Bawag-Anteile zu.
Die finanzielle Lage des Konsum spitzte sich zu, die Banken beschlossen am 3. März, keine weiteren Auszahlungen aus dem Konsortialkredit zu tätigen. Außerdem wurde eine Delegation zu Migros nach Zürich entsandt. Bei den Gesprächen am 8. März zeigte sich Migros über die Wirtschaftslage des Konsum Österreich überrascht. Beim Schweizer Partner wusste man zwar, dass es eine Verlustsituation zum Zeitpunkt des Zusammenarbeitsvertrages gab, jedoch hatte man sich mit den Erklärungen des damaligen Konsum-Managements zufriedengegeben. Deshalb fühlte sich Migros nun getäuscht und begann, den Rückzug aus der Zusammenarbeit vorzubereiten.
Per 9. März waren der Konsum Österreich selbst sowie 22 Tochterunternehmen zahlungsunfähig. Nicht betroffen von der Insolvenz waren die Gerngross Gruppe und die Tagger AG. Die involvierten Banken stellten im Auftrag des Konsum Österreich Zahlungsgarantien für neue Lieferungen und Leistungen aus, wodurch der Konkurs verhindert werden konnte.
Am 10. März brach Billa die Übernahmegespräche über den Kauf des Konsum-Filialnetzes ab. Zwischen 13. und 15. März wurde der Verkauf der Bawag-Anteile um 4,3 Milliarden Schilling an die Bayerische Landesbank mit dem ÖGB geklärt. Am 24. März beschlossen der Konsum-Österreich-Vorstand und der Aufsichtsrat den Verkauf der Aktienanteile an der Österreichischen Nationalbank im Wert von 200 Millionen Schilling (14,5 Millionen Euro) an die P.S.K. Beteiligungsverwaltungs Aktiengesellschaft.
Am 31. März 1995 wurde beim Handelsgericht Wien der Ausgleich angemeldet (damals noch in der Riemergasse im 1. Bezirk, deshalb umgangssprachlich „der Gang in die Riemergasse“), der am 6. April eröffnet wurde. Vom Ausgleich waren zirka 3.350 Lieferanten betroffen. Die gesamten Schulden der Konsum-Gruppe (ohne Tagger und Gerngross) beliefen sich auf 17,4 Milliarden Schilling (1,26 Milliarden Euro; nach Lexikon der Wiener Sozialdemokratie waren es 26 Milliarden Schilling bzw. 1,89 Milliarden Euro). Der Ausgleich des „roten Riesen“ war bis zur Insolvenz der Alpine Holding die größte Wirtschaftspleite der Zweiten Republik.
Der Verlust, den Migros durch die Konsumkooperationen gemacht hat, dürfte sich auf zirka 2,3 Milliarden Schilling (190 Millionen Euro) belaufen. Die am 7. April tagende Generalversammlung entließ mit sofortiger Wirkung den Vorstand und wählte danach einstimmig Hansjörg Tengg zum Vorstandsvorsitzenden und Jan Wiedey zu dessen Stellvertreter. Tengg kam damit rückblickend die Rolle des „Konsum-Liquidators“ zu. Die Tagger AG ging ins Eigentum der Bank Austria über. Mit den am 15. Mai unterzeichneten Auflösungsverträge zwischen Konsum Österreich und Migros war auch das Ende dieser Zusammenarbeit besiegelt. Die Spar Österreich Warenhandels AG übernahm die 32 Filialen der Familia Einzelhandels GmbH in Vorarlberg.
Die rund 630 Filialen wurden unter den Konkurrenten Spar, Billa, Adeg, LÖWA und Meinl aufgeteilt. Die Gerngross-Gruppe übernahm der Palmers-Konzern, die Brotfabrik Ährenstolz ging an Ankerbrot. Die 60 defizitären Coop-Läden und Inform-Parfümerien übernahm Billa. Einige dieser „Konsum-Pleite-Gewinner“ übernahmen sich damit: Meinl und Löwa mussten sich aus dem Lebensmittelhandel zurückziehen, Ankerbrot geriet in Folge in wirtschaftliche Turbulenzen.
Die Verbindlichkeiten gegenüber Drittgläubigern von Konsum Österreich betrugen im Juni 1995 ca. 13,6 Mrd. Schilling (ca. 1 Mrd. Euro). In der häufig verbreiteten Zahl von 25 Mrd. Schilling (ca. 1,8 Mrd. Euro) sind die intern zu saldierenden Forderungen und Verbindlichkeiten von Konsum Österreich, die keine externen Gläubiger betrafen, nicht berücksichtigt. Bis Juni 1998 bezahlte Konsum Österreich ca. 9,2 Mrd. Schilling (ca. 670 Mio. Euro) aus der Verwertung des Vermögens an seine Gläubiger aus. Die bevorrechteten Schulden (ca. 5,5 Mrd. Schilling) wurden zu 100 Prozent erfüllt. Für die Quotenschulden (ca. 8,1 Mrd. Schilling) konnte eine Ausgleichsquote von ca. 45 Prozent erreicht werden. Im Durchschnitt erhielten die Gläubiger 67,4 Prozent ihrer offenen Forderungen abgedeckt. Der direkte Schaden der unbesicherten Gläubiger von Konsum Österreich betrug etwa 325 Mio. Euro.
Der Konsum Österreich hat nie Konkurs angemeldet. Einer der Hauptgründe dürfte gewesen sein, dass der Konsum 1995 noch einige Hunderttausend, offiziell 700.000, Mitglieder hatte.
Da im Konkursfall jedes Mitglied mit dem doppelten Geschäftsanteil gehaftet hätte, was laut Statuten 6.000 Schilling (436,03 Euro) waren, wäre es zu großer Unruhe unter der Bevölkerung gekommen, denn die meisten Mitglieder hatten ihren Geschäftsanteil nicht voll eingezahlt. Auch wäre es ein großer Aufwand gewesen, von Hunderttausenden Mitgliedern je mehrere Tausend Schilling einzuklagen. Nebenbei hätte dies mit hoher Wahrscheinlichkeit politisch sehr große Wellen geschlagen. Der Ausgleich wurde mit einer 55 %-Quote an die Gläubiger abgewickelt.
Im Endeffekt wurde der gesamte Vorstand 1999 wegen fahrlässiger Krida verurteilt. Die Prozesskosten übernahm der Konsum Österreich. Aufgrund der Gutachterhonorare war es auch ein sehr teurer Prozess. Das teuerste Gutachten hat im Prozess 7 Millionen Schilling (508.709,84 Euro) gekostet.
Ex-Generaldirektor Hermann Gerharter, der bereits wegen fahrlässiger Krida zu einer bedingten Haft- und zu einer Geldstrafe verurteilt war, musste sich danach nochmals vor Gericht verantworten, da er relativ kurz vor der Insolvenz seines Unternehmens seinen gesamten Besitz auf seine Frau und seine Tochter überschrieben hatte. Gerharter wurde in erster und im Juli 2001 in zweiter Instanz wegen betrügerischer Krida zu 6 Monaten unbedingter und 15 Monaten Haftstrafe auf Bewährung verurteilt.
Erst in letzter Instanz wurden im Dezember 2002 mit Urteil des OGH die 6 Monate unbedingt aufgehoben und die Strafe auf die 15 Monate bedingt reduziert.
Im Zuge des BAWAG-Verfahrens wurde Gerharter ein drittes Mal verurteilt. Zum Verhängnis wurde ihm eine „Spende“ von Ex-Bawag-Chef Helmut Elsner, der ihm 600.000 Euro in einem Plastiksackerl überreicht hatte.

## Nach dem Ausgleich ab 1996
Ab 1996 wurde die geschrumpfte Genossenschaft Konsum Österreich, die auch 2010 noch existiert und mit Jan Wiedey als neuem Vorstandsvorsitzenden vertreten ist, wieder wirtschaftlich mit Kleinsupermärkten (zum Verkauf von „Reiseproviant“ im rechtlichen Sinn) im Handel aktiv und hält diverse Beteiligungen.
Mittlerweile wurde auch im Firmenbuch eine Änderung durchgeführt: Die bisherige Konsum Österreich registrierte Genossenschaft mit beschränkter Haftung hat die Bezeichnung Konsum aus dem Firmenwortlaut gestrichen und stattdessen den Namen der Tochtergesellschaft OKAY übernommen. Gleichzeitig wurde die Art der Firma von registrierte auf eingetragene Genossenschaft geändert.
Die amtliche Bezeichnung des Konsums lautet daher aktuell: OKAY Team eingetragene Genossenschaft (mit beschränkter Haftung).

## Beteiligungen

### Okay-Kleinsupermärkte

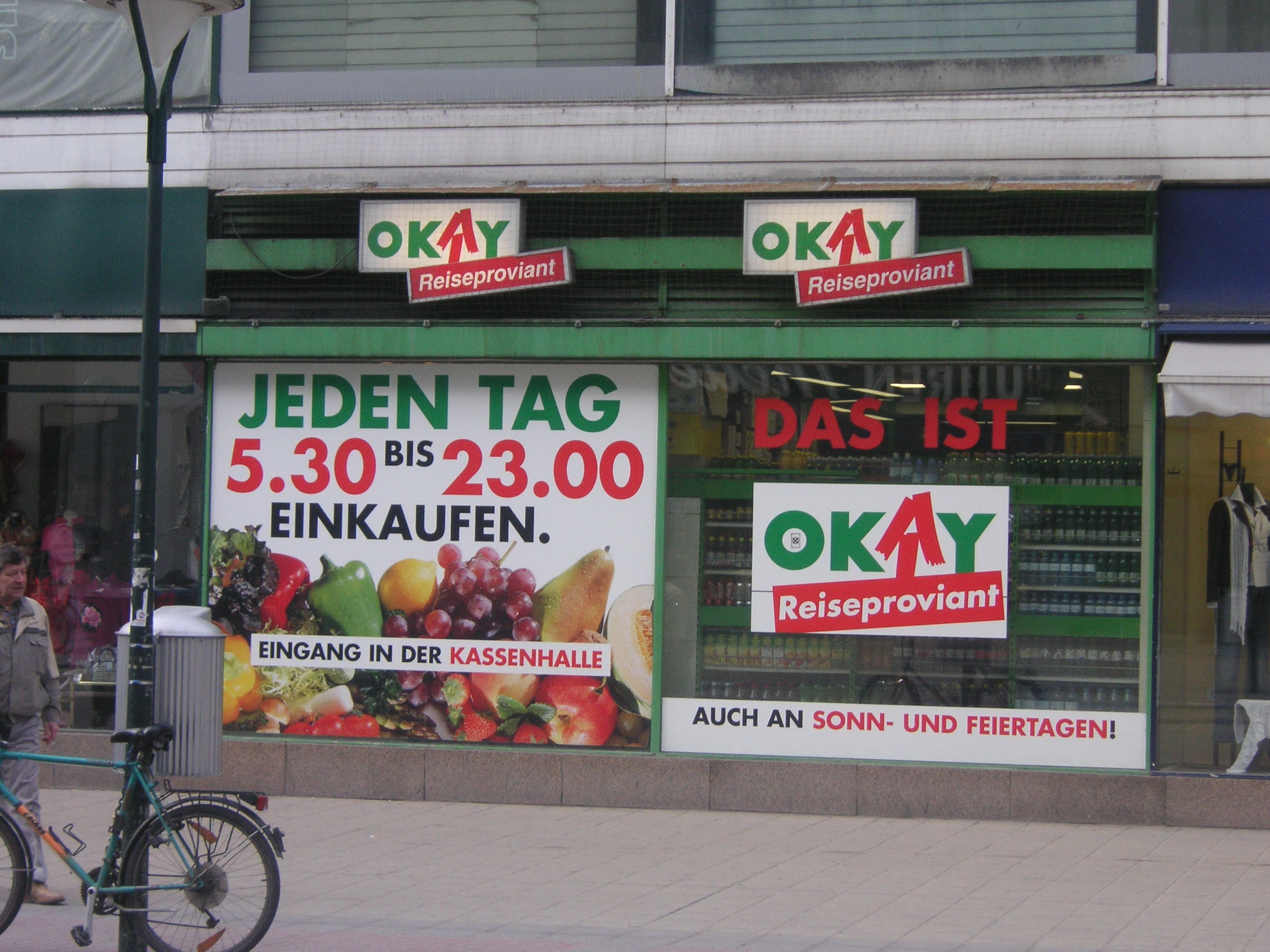
Ein Okay-Markt des Konsum Österreich

Aus dem 1954 gegründeten 100 %-Konsum-Tochterunternehmen KOGROSS-Konsumgüter Großverbraucherbelieferungs-Gesellschaft m.b.H. wurde im Juni 1998 die OKAY Managementges.m.b.H., die zu 40 % an der im Juli 1990 als KOVI Immobiliengesellschaft m.b.H. gegründeten KOVI Warenhandelsgesellschaft m.b.H. beteiligt ist. Die Mehrheit von 60 % hält direkt die Konsum-Österreich-Genossenschaft.
Ab 1996 wurden die OKAY-Lebensmittelshops in Verkehrseinrichtungen wie Bahnhöfen mit flexiblen Öffnungszeiten zur Abgabe von „Reiseproviant“ eröffnet. 2006 hatte OKAY österreichweit drei Filialen in Wien mit dem Südbahnhof, dem Westbahnhof und in der Verkehrsstation Wien Mitte-Landstraße, sowie in Krems und Wiener Neustadt. Geplant war (2006) ein Ausbau um weitere 20 Filialen vor allem in der „Bundesbahnregion Ost“.
Die Filiale am Wiener Südbahnhof musste dem Abriss weichen. Es gab zwar eine mündliche Vereinbarung zwischen dem Konsum-Österreich- und Okay-Geschäftsführer Wiedey mit den ÖBB für ein Ersatzlokal am provisorischen Endbahnhof der Südbahn Wien Meidling, dies wurde jedoch von Seiten der ÖBB nicht eingehalten. Wiedey hofft jedoch im neuen Wiener Hauptbahnhof über die spätere Generalbetreibergesellschaft, „die das als Ganzes sieht und nicht mehr nur als Bahnhof, so wie die ÖBB“, wieder einen Okay-Standort bekommen zu können.
Zum Stand April 2025 bestanden folgende operative Standorte:
Bahnhöfe:
- Wien Praterstern als KOVI WarenhandelsgesmbH – OKAY-Reiseproviant
- Wien Schottentor, (Schottenpassage 1) als KOVI WarenhandelsgesmbH – OKAY-Reiseproviant
- St. Pölten Hauptbahnhof als KOVI WarenhandelsgesmbH – OKAY-Reiseproviant
- Wiener Neustadt Hauptbahnhof als KOVI WarenhandelsgesmbH – OKAY-Reiseproviant
- Krems an der Donau als KOVI WarenhandelsgesmbH – OKAY-Reiseproviant

## Internationaler Vergleich
Die Geschichte der Konsumgenossenschaften in Österreich weist sehr deutliche Parallelen zu anderen gleichartigen Organisationsformen auf, etwa in Deutschland (Krise der Co-op AG), Frankreich (große Krise des Sektors 1984–85). Auch in Großbritannien und Skandinavien zeigen sich ähnliche Phänomene der „Ermüdung“ einst dynamischer und im Einzelhandel innovatorisch führender Genossenschaften. Als Gründe können u. a. genannt werden die langjährige personelle „Inzucht“ bei Funktionären und Management und die mangelnde Wirtschaftskompetenz vieler Funktionäre, die deshalb bloß als „Ja-Sager“ agieren konnten;
daneben allzu große Rücksichtnahme auf die Gewerkschaften in einem hart umkämpften Wirtschaftssektor mit geringen Gewinnmargen, das „Verschlafen“ moderner Entwicklungen wie des Diskontgeschäftes etc.
So wirkten die Konsum-Filialen „altbacken“, ein Schließen von unrentablen Filialen war wegen des Verlustes der Arbeitsplätze tabu.

## Konsum-Museum in Wien
Das Konsum-Museum in Wien ist wichtiger Teil der Aktivitäten des FKG – Forschungsverein Entwicklung und Geschichte der Konsumgenossenschaften in Österreich. In 21 Vitrinen können in einer logischen Abfolge die geistigen und materiellen Grundlagen der Konsumgenossenschaften in Österreich nachvollzogen werden. Es wird u. a. informiert über die Idee, die Pioniere, Mitgliedschaft, Verwaltung, Organe, Läden, Filialen, Logistik, Eigenproduktion, Presse und Reklame der Genossenschaften.
Herzstück ist der „alte Laden“ aus dem frühen 20. Jahrhundert.

## Kurioses
Für Hermann Gerharter, „den Hansjörg Tengg als ‚tragische Persönlichkeit‘ bezeichnet[e], die ‚völlig überfordert‘ war“ (zitiert nach Presse), waren an den Problemen des Konsum die Schweizer (gemeint: Migros) schuld:

„Mitten im Fasching hat der Handelsriese Migros die Krapfen aus den Regalen des Konsum genommen. Hermann Gerharter meinte seine Kritik bitterernst, als er in diesen denkwürdigen Tagen im April 1995 im Fernsehen auftrat. 
Dem damaligen Chef des österreichischen Handelsriesen Konsum war nicht nach Scherzen zumute. Seine Erklärung für die Probleme des Konsum war symptomatisch für ein System aus Fehlentscheidungen, Missmanagement, mangelnder Kontrolle und strategischer Weitsicht sowie politischer Einmischung roter Gewerkschafter, das die einst florierende Handelskette in den Ruin führte.“